# Копшивница (гмина)
Копшивница (пол. Koprzywnica) — городско-сельская гмина (волость) в Польше, входит как административная единица в Сандомирский повет, Свентокшиское воеводство. Население — 7101 человек (на 2004 год).

## Демография
| Перепись                       | Всего   | Всего | Женщины | Женщины | Мужчины | Мужчины |
| ------------------------------ | ------- | ----- | ------- | ------- | ------- | ------- |
| Единицы                        | человек | %     | человек | %       | человек | %       |
| Население                      | 7101    | 100   | 3628    | 51,1    | 3473    | 48,9    |
| Плотность населения (чел./км²) | 102,6   | 102,6 | 52,4    | 52,4    | 50,2    | 50,2    |

## Поселения
1. Копшивница
2. Бешице
3. Блоне
4. Цишица
5. Дмосице
6. Гнешовице
7. Каменец
8. Кшцин
9. Луковец
10. Недзвице
11. Постронна
12. Сосничаны
13. Свенжыце
14. Тшикосы
15. Збигневице-Колёня
16. Збигневице-Весь
17. Цегельня
18. Зажече

## Соседние гмины
1. Гмина Климонтув
2. Гмина Лонюв
3. Гмина Самбожец
4. Тарнобжег